# جوسايا هينسون
كان جوسايا هينسون (بالإنجليزية: Josiah Henson)‏ ‏(15 يونيو 1789-5 مايو 1883) كاتبًا وملغيًا وكاهنًا. وُلد في العبودية، في بورت توباكو، مقاطعة تشارلز، ماريلاند، هرب إلى كندا العليا (أونتاريو حاليًا) في عام 1830، وأسس مستوطنة ومدرسة عمال للعبيد الهاربين الآخرين في دون، بالقرب من دريسدن، في مقاطعة كينت، كندا العليا، من أونتاريو. يُعتقد أن السيرة الذاتية لهينسون، حياة يوشيا هينسون، عبد سابقًا، والآن أحد سكان كندا، كما رواها بنفسه (1849)، قد ألهمت شخصية العنوان في رواية هيريت ستو عام 1852 كوخ العم توم (1852). بعد نجاح رواية ستو، أصدر هينسون نسخة موسعة من مذكراته عام 1858، الحقيقة أغرب من الخيال. قصة الأب هينسون عن حياته الخاصة (نُشرت في بوسطن: John P. Jewett & Company، 858). استمر الاهتمام بحياته، وبعد ما يقرب من عقدين من الزمان، حَدّث قصة حياته ونشرها تحت عنوان قصة حياة العم توم: السيرة الذاتية للقس. جوسايا هينسون (1876).

## النشأة والعبودية

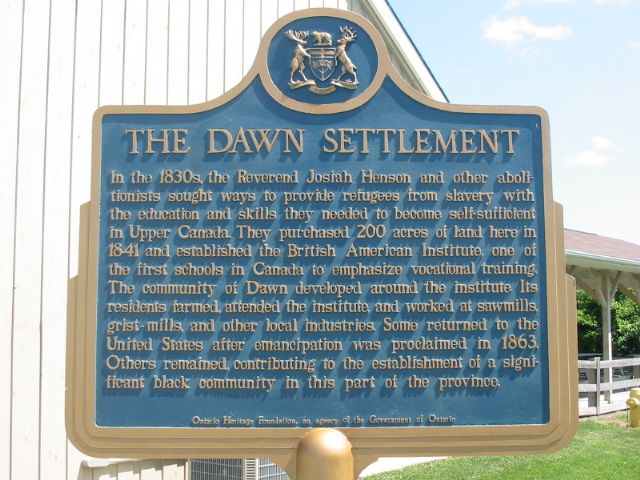
لوحة إقليمية وضعتها حكومة أونتاريو لإحياء ذكرى "مستوطنة داون" لهينسون، بالقرب من دريسدن، أونتاريو

وُلد جوسيا هينسون في مزرعة بالقرب من ميناء توباكو، مقاطعة تشارلز بولاية ماريلاند. عندما كان صبيا، عوقب والده لوقوفه في وجه مالك العبيد، فجلد بسببه مائة جلدة. بالإضافة إلى ذلك، ثُبتت أذنه اليمنى على عمود الجلد وقُطعت. بِيعَ والده لاحقًا لشخص ما في ألاباما. بعد وفاة سيد عائلته، انفصل جوسيا الشاب عن والدته وإخوته وأخواته. ناشدت والدته مالكها الجديد، إسحاق رايلي، ووافقت رايلي على إعادة شراء هينسون حتى تتمكن على الأقل من اصطحاب طفلها الأصغر معها، بشرط أن يعمل في الحقول. لم يندم رايلي على قراره، لأن هينسون ارتفع في تقدير أصحابه، وعُهد إليه في النهاية كمشرف على مزرعة سيده، الواقعة في مقاطعة مونتغومري بولاية ماريلاند (في ما يعرف الآن بشمال بيثيسدا). في عام 1825، وقع السيد رايلي في مصاعب اقتصادية وجرت مقاضاته من قبل صهره. يائسًا، توسل إلى هينسون، والدموع في عينيه، أن يعدها بمساعدته. وافق هينسون على واجب ملزم. ثم أخبره السيد رايلي أنه يحتاج أن يأخذ عبيده الثمانية عشر إلى أخيه في كنتاكي سيرًا على الأقدام. وصلوا إلى مقاطعة دافيس، كنتاكي، في منتصف أبريل 1825 في مزرعة السيد عاموس رايلي. في سبتمبر 1828، عاد هينسون إلى ماريلاند في محاولة لشراء حريته من إسحاق رايلي. حاول شراء حريته من خلال منح سيده 350 دولارًا، والتي ادخرها، ورسالة يعدها بمبلغ 100 دولار إضافي. في الأصل، كان هينسون بحاجة فقط إلى دفع 100 دولار إضافية عن طريق الملاحظة. ومع ذلك، أضاف السيد رايلي صفرًا إضافيًا إلى الصحيفة وغيّر الرسوم إلى 1000 دولار. بعد أن خدع أمواله، عاد هينسون إلى كنتاكي ثم هرب إلى مقاطعة كنت، كندا العليا في عام 1830، بعد أن علم أنه قد يُباع مرة أخرى.

## سياسة العبودية في كندا
أصبحت كندا العليا ملاذًا للعبيد الذين فروا من الولايات المتحدة بعد عام 1793، عندما أصدر نائب الحاكم جون جريفز سيمكو «قانونًا لمنع إدخال المزيد من العبيد، والحد من مدة عقود العبودية داخل هذه المقاطعة». لم ينه التشريع العبودية في المستعمرة على الفور، لكنه منع استيراد العبيد. ونتيجة لذلك، كان أي عبد في الولايات المتحدة يطأ ما سيصبح في النهاية أونتاريو حراً. بحلول الوقت الذي وصل فيه هينسون، كان آخرون قد جعلوا كندا العليا موطنًا لهم، بما في ذلك الموالون السود من الثورة الأمريكية واللاجئون من حرب عام 1812. في عام 1833، تم حظر العبودية في الإمبراطورية البريطانية. في ذلك الوقت، كان الكنديون لا يزالون جزءًا من كندا البريطانية المستعمرة.

## الحياة في وقت لاحق
عمل جوسايا هينسون أولاً في المزارع بالقرب من فورت إيري، ثم في واترلو، وانتقل مع الأصدقاء إلى كولشيستر في عام 1834 لإنشاء مستوطنة سوداء على أرض مستأجرة. من خلال الاتصالات والمساعدات المالية هناك، تمكن من شراء 200 أكر (0.81 كـم2) في مستوطنة داون، في مقاطعة كينت المجاورة، لتحقيق رؤيته لمجتمع مكتفي ذاتيًا. وصل عدد قاطني مستوطنة داون في النهاية إلى 500 نسمة[بحاجة لمصدر] في أوجها، وعملوا في تصدير خشب الجوز الأسود إلى الولايات المتحدة وبريطانيا. اشترى هينسون 200 أكر (0.81 كـم2) إضافية 200 أكر (0.81 كـم2) بجوار المستوطنة حيث تعيش عائلته. أصبح هينسون أيضًا واعظًا ميثوديًا نشطًا وتحدث كداعية لإلغاء عقوبة الإعدام على الطرق بين تينيسي وأونتاريو. خدم أيضًا في الجيش الكندي كضابط عسكري، بعد أن قاد وحدة الميليشيا السوداء في التمرد الكندي عام 1837. في عام 1838، نجح هينسون والميليشيا في الاستيلاء على سفينة المتمردين آن، وقطع خطوط إمدادهم إلى جنوب غرب كندا العليا. على الرغم من عودة العديد من سكان مستوطنة الفجر إلى الولايات المتحدة بعد إلغاء العبودية هناك، استمر هينسون وزوجته في العيش في داون لبقية حياتهم.

## أعمال
- سيرة يوشيا هنسون، عبد سابقًا، وهو الآن من سكان كندا، كما رواه نفسه. 1849
- الحقيقة أغرب من الخيال. قصة الأب هينسون عن حياته الخاصة. 1858
- قصة حياة العم توم: سيرة ذاتية للقس. جوسايا هنسون. 1876 [6]

## المواقع التاريخية

### كوخ هينسون — ماريلاند

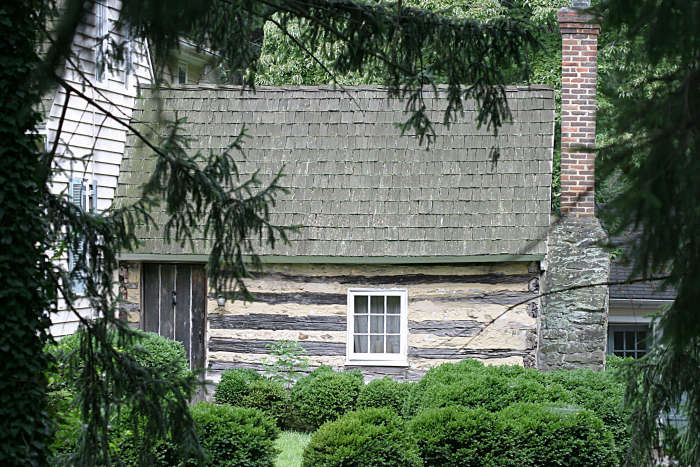
كوخ جوسايا هينسون، في روكفيل، مقاطعة مونتغمري، ماريلاند

لم تعد المقصورة الفعلية التي أقام فيها جوسايا هينسون والعبيد الآخرون موجودة. ومع ذلك، لا يزال منزل عائلة رايلي قيد التطوير السكني في روكفيل، مقاطعة مونتغومري، ماريلاندبعد أن بقيت في أيدي الملاك الخاصين لما يقرب من قرنين من الزمان، في 6 يناير 2006، وافق مجلس التخطيط في مونتغمري على شراء العقار وفدان الأرض التي تبلغ قيمتها مليون دولار. فُتح المنزل للعامة لمدة أسبوع واحد في عام 2006. اعتبارًا من مارس 2009، تلقى الموقع مبلغًا إضافيًا قدره 50000 دولار من مجلس الأشغال العامة بولاية ماريلاند لمرحلة التخطيط والتصميم لمشروع ترميم متعدد السنوات. قد يأتي 100000 دولار إضافية من الحكومة الفيدرالية التي ستخصص للترميم والتخطيط. جرى التخطيط لفتح الموقع بشكل دائم للجمهور في عام 2012، حتى ذلك الحين كانت هناك جولات إرشادية أربع مرات في السنة.
في عام 2018، تحتوي حديقة جوسايا هينسون في شمال بيثيسدا بولاية ماريلاند على منزل رايلي / بولتون، حيث كان يعيش مالك هينسون. لم يكتمل موقع منتزه مقاطعة مونتغومري (البناء / الترميم) بعد. اعتبارًا من عام 2018، افتتح للجولات الجماعية وفي «المناسبات الخاصة». «الحفريات الأثرية الجارية تسعى للعثور على المكان الذي ربما عاش فيه يوشيا هينسون في الموقع.»

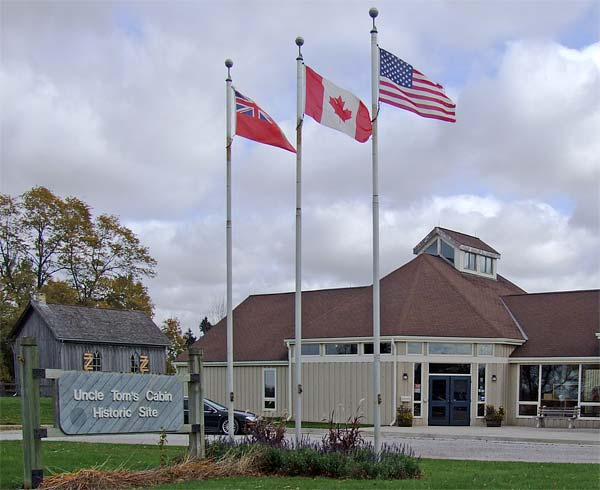
موقع كوخ العم توم التاريخي، بالقرب من دريسدن، أونتاريو، كندا.

### موقع كوخ العم توم التاريخي
يقع موقع كوخ العم توم التاريخي بالقرب من مدينة دريسدن، أونتاريو، في كندا، ويضم المقصورة التي كانت موطنًا لجوشيا هينسون خلال معظم وقته في المنطقة، من عام 1841 حتى وفاته في عام 1883. يضم المجمع الذي تبلغ مساحته خمسة أفدنة كابينة هينسون، ومركزًا توضيحيًا حول هينسون ومستوطنة دون، ومعرض معروض حول السكك الحديدية تحت الأرض، والمباني الملحقة، ومنزل تاريخي من القرن التاسع عشر، ومقبرة ومتجر هدايا.

## كوخ العم توملهارييت بيتشر ستو
نشرت هارييت بيتشر ستو الرواية المناهضة للعبودية، كوخ العم توم، في عام 1852. خلال السنة الأولى من نشرها، بِيع أكثر من مليون نسخة في بريطانيا العظمى والولايات المتحدة، مما جعلها الرواية الأكثر مبيعًا في القرن التاسع عشر. كان لدى ستو نوايا نشر هذه الرواية عندما كتبها؛ كانت قد حصلت على حقوق طبع ونشر لكوخ العم توم قبل ظهورها في ذي ناشيونال إرى. استطاعت ستو من خلال روايتها أن تلعب دورًا محوريًا في تطوير الثقافة الأمريكية؛ بالتركيز على العنصرية والعبودية والنوع الاجتماعي، كان عليها أن يكون لها تأثير أكبر من مؤيدي إلغاء قانون الرق في الصحافة. تبنتها صحفية روسية، واستخدمت ستو «التشهير» لخلق وجهات نظر جديدة عندما يتعلق الأمر بالقضايا التي ركزت عليها، من خلال تقديمها بطرق غير مألوفة حتى يمكن للناس رؤيتها بطريقة مختلفة. ساعد هذا في دعمها لتأييد القيم العائلية المحلية لجميع الأعراق، وقدم خيارات الافتراض المسبق حول الاختلافات الثقافية في القرن التاسع عشر.

## روابط خارجية
- مؤلفات جوسايا هينسون في مشروع غوتنبرغ
- قصة العم توم عن حياته. سيرة ذاتية للقس. يوشيا هنسون (السيدة. هارييت بيتشر ستو «العم توم»). من 1789 إلى 1876. مع مقدمة بقلم السيدة. هارييت بيتشر ستو، ومذكرة تمهيدية بقلم جورج ستورج لندن: مكتب العصر المسيحي، 1876.
- حياة يوشيا هينسون، عبد سابقًا، وأحد سكان كندا، كما رواه نفسه بوسطن: AD فيلبس، 1849.
- الحقيقة أغرب من الخيال. قصة الأب هينسون عن حياته الخاصة. بوسطن: جون بي جيويت، 1858.
- سيرة ذاتية في قاموس السيرة الكندية على الإنترنت
- يوشيا هينسون طابع تذكاري
- التاريخ الرقمي: جوشيا هينسون
- يوشيا هنسون
- موقع كوخ العم توم التاريخي، بالقرب من دريسدن، أونتاريو
- لوحة شخصية تاريخية وطنية، وصورة مقبرة بالقرب من دريسدن، أونتاريو
- هنسون، يوشيا (1789-1883). حياة يوشيا هينسون، عبد سابقًا. لندن: تشارلز جيلبين. إدنبرة: آدم وتشارلز بلاك؛ دبلن: جيمس برنارد جيلبين، 1852. تم الوصول إلى ملف PDF القابل للتنزيل مجانًا في 15 فبراير 2014.
- حياة يوشيا هينسون من المجموعات في مكتبة الكونغرس